# Золотоголовая пипра
Золотоголовая пипра (лат. Ceratopipra erythrocephala) — вид воробьиных птиц из семейства манакиновых (Pipridae), распространённый в Центральной и Южной Америках как во влажных тропических лесах, так и в сухих лесах и кустарниках. Это маленький манакин, длиной около 9—9,5 см. Самцы полностью черные, кроме золотой головы, жёлтого клюва, белых и красных ножек и розовых лапок. Самки и птенцы оливково-зелёные с розовыми лапками. Во время размножения самцы участвуют в брачных играх — совместном токовании (леккинге) с целью соблазнения самок, во время которого они подпрыгивают, танцуют, прыгают с ветки на ветку. Это довольно распространённый вид с обширным ареалом, и Международный Союз охраны природы оценил его природоохранный статус как «вызывающий наименьшие опасения».

## Описание

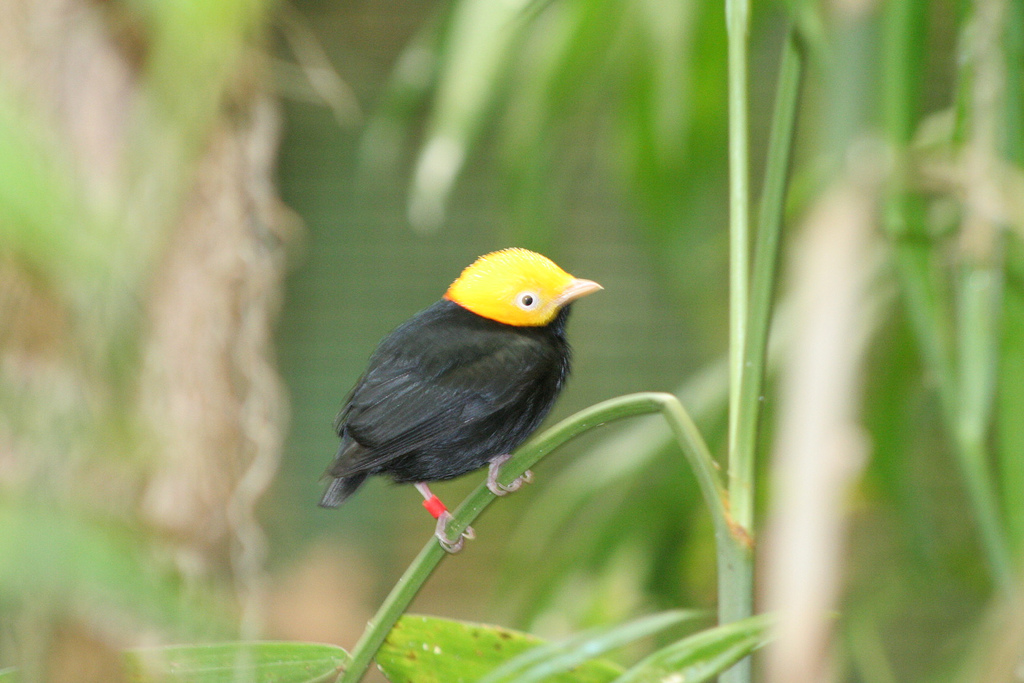
Взрослый самец

Как и другие манакиновые, золотоголовая пипра представляет собой миниатюрную, ярко окрашенную лесную птицу, обычно длиной 9,4 см и весом около 12,5 г. Взрослый самец — чёрной окраски, кроме золотой шапочки, белых и красных ножек, розовых лапок и желтоватого клюва. Самки и молодые самцы — оливково-зелёного цвета, и напоминают бородатых манакинов, но меньше их по размеру, с короткими хвостами и имеют розовые (а не ярко-оранжевые) лапки. Издаваемые ими звуки довольно разнообразны. Помимо раскатистой демонстрационной песни, у золотоголовый пипры имеется широкий набор звуков, в том числе гудящий звук «пир пир пррррт».

## Распространение и среда обитания
Встречается в Панаме, Колумбии и Тринидаде, на юге и востоке до Гвианы и Бразилии, а также в северной части Перу. К югу от Амазонки и Укаяли этот вид уже не встречали. Это обычная птица лесов и кустарников. Она встречается вплоть до высоты в 1100 м над уровнем моря, но они иногда попадается им в горах на высотах до 1500 м над уровнем моря. Золотоголовая пипра питается фруктами и насекомыми.

## Экология
Самцы золотоголовой пипры демонстрируют особое брачное поведение во время токования (леккинга) и ухаживания за самками. Каждый самец занимает горизонтальную ветвь на высоте 6—12 м и быстро скачет, скользит и подпрыгивает на разную высоту. Брачный танец сопровождается жужжащей вибрацией крыльев и громким звенящим звуком «цит-цит!». В брачном танце могут одновременно принимать участие до 12 птиц.
Самка строит неглубокое чашеобразное гнездо низко на дереве, в которое откладывает два коричнево-пестрых желтоватых яйца. Срок полной инкубации яиц, высиживаемых только самкой — 16—17 дней.
Эта птица имеет большой ареал и поэтому считается видом, вызывающим наименьшее опасение у МСОП.